# Marika

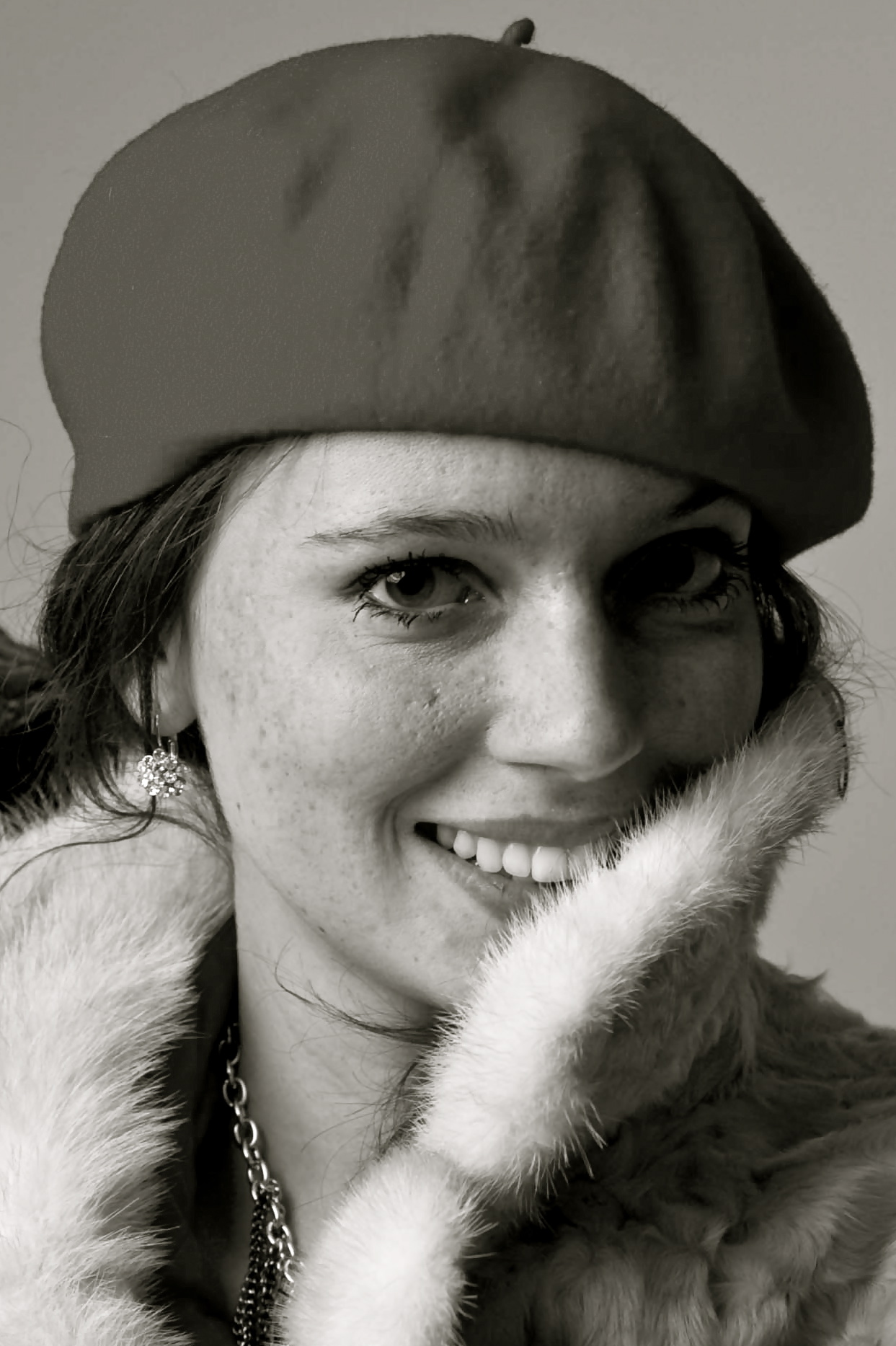
Marika Willstedt, 2009.

Marika (även Marica) är ett kvinnonamn och en diminutivform av Maria, möjligtvis med tyskt ursprung (Marieke). 
Namnet har använts i Sverige sedan mitten av 1800-talet och var ganska populärt på 1970- och 80-talet. Idag tillhör det dock inte de 200 vanligaste namnen.
31 december 2009 fanns det totalt 6 664 personer i Sverige med namnet Marika/Marica, varav 4 151 med det som tilltalsnamn.
År 2003 fick 34 flickor namnet, varav 4 fick det som tilltalsnamn.
Namnsdag i Sverige: 22 oktober  (sedan 1993. 1986-92 fanns det på 25 april). I den finlandssvenska namnsdagslängden har Marika namnsdag 2 juli sedan 1950.

## Personer med namnet Marika
- Marika Griehsel - journalist och dokumentärfilmare
- Marika Cobbold Hjörne -  svensk-brittisk författare
- Marika Domanski Lyfors - förbundskapten för damernas U21-landslag i fotboll
- Marika Lagercrantz - skådespelare
- Marika Lindström - skådespelerska
- Marika Stiernstedt - författare med pseudonymen Mark Stern
- Marika Willstedt - musiker.
- Marika Markovits - biskop